# 阿拉木图铁路局
阿拉木圖鐵路局（俄語：Алматинская железная дорога）是哈薩克铁路的铁路管理局之一，负责管辖哈薩克東南部地区的铁路系统，包括阿拉木圖、塞米巴拉金斯克、扎什奇塔、阿亞古茲、阿克斗卡、濟良諾夫斯克以及楚河市的铁路，总部位于阿拉木圖，营业里程3,086公里。這條鐵路實際上被分成了哈薩克鐵路公司的阿拉木圖支線和吉爾吉斯斯坦鐵路公司的北部支線。

## 歷史
阿拉木圖鐵路綫的形成始於突厥斯坦-西伯利亞鐵路(土西鐵路)的建設，該鐵路於1931年1月1日正式通車（全長1444公里）。 1931年至1932年，鋪設了 洛科特來往扎什奇塔 和 扎什奇塔來往列寧諾戈爾斯克（里德）線。
第二次世界大戰期間，科克蘇-特凱利 和 江布爾-卡拉套段 的鐵路建設仍在繼續。 蘇聯把最好的314台蒸汽機車由這條鐵路運往前線，而從前線運回的損壞機車也得到了修復。以上鐵路在戰後仍然繼續建設。
1946年，伏龍芝(現比什凱克)-雷巴切(現巴雷克奇)線開始投入運營，而因戰爭中斷的 莫因特-楚河市 線則恢復建設；該線於1953年竣工，使阿拉木圖至卡拉干達的線路縮短了2400公里。隨著這條線路的通車，橫貫哈薩克的 彼得羅巴甫洛夫斯克-科克切塔夫-阿克莫林斯克-卡拉干達-楚河市線 鐵路也正式完工。
1950年代至70年代，興建了楚河市來往巴達姆、阿克斗卡來往德魯日巴(現多斯特克)、札納-塞米伊來往科涅奇納亞 和 卡拉套-扎納塔斯-卡列納亞路段。 1953年，烏斯季-卡緬諾戈爾斯克(現厄斯克門) -濟良諾夫斯克(現阿勒泰鎮)路段完工。
1970至80年代，興建了第二條鐵路線（分別是 阿雷西-楚河市 和 莫因特-楚河市），並在 阿拉木圖-楚河市 方向鋪設了雙線岔道。 1985年，薩亞克-阿克斗卡線投入營運。
1990年，德魯日巴站至哈薩克國境線完工，將哈薩克鐵路與中國鐵路網連接起來。一條新的橫貫大陸的鐵路開通，沿著古代的絲綢之路從歐洲延伸至亞洲。.
1991年，阿拉山口市（哈薩克與中國之間）和捷詹-謝拉赫斯-馬什哈德（土庫曼斯坦與伊朗之間）鐵路口岸竣工，打開了哈薩克通往太平洋沿岸和地中海的通道。
德黑蘭-阿巴斯港（伊朗）鐵路將哈薩克與波斯灣連接起來。由此，泛亞鐵路沿著絲綢之路建成，大大縮短了亞洲與太平洋沿岸、歐洲和遠東國家之間的距離。因此，確立了經阿拉山口口岸來往阿拉木圖-烏魯木齊方向的定期鐵路交通。
1952年至1997年，鐵路局還營運一條阿拉木圖兒童鐵路。鐵路曾於1997年7月20日暫時營運，並在2006年重啓，但其已經從以前的教育用途轉變爲供兒童玩樂的娛樂用途。
1982年，電影哈密瓜在這條鐵路上拍攝。
自90年代起，阿拉木圖鐵路（包括跨里海運輸路線）往返中國的運輸量穩定成長，導致阿拉木圖地區鐵路軌道短缺。為了緩解這一路段的交通壓力，2024年開始建造一條繞過阿拉木圖的鐵路。.